# Бопалска катастрофа
Бопалската катастрофа е производствена катастрофа в град Бопал, Индия през 1984 г., която е сред най-крупните в историята на промишлеността.
Счита се, че инцидентът в завода за пестициди на Union Carbide India Limited (UCIL) на 2 срещу 3 декември 1984 г. е сред най-тежките индустриални катастрофи. При авария са изпуснати 40 тона метилизоцианат (на английски: methyl isocyanate), които убиват веднага 3800 души, няколко хиляди получават трайни увреждания, а още хиляди умират през следващите години, като жертвите по официални данни са 5200 . Според някои данни общото количество на пострадалите се оценяват на 150 – 600 хил. души, което дава основание трагедията в Бопал да се счита за най-крупната в света техногенна катастрофа по броя на засегнатите.
Причината за катастрофата до днес официално не е установена. Сред версиите преобладават грубо нарушение на техниката на безопасността и преднамерено саботиране на работата на предприятието. Някои вестници през 1984 г. съобщават, че собствениците на завода в първите часове преднамерено крият състава на отровното вещество, за да не разгласяват търговската тайна на предприятието. Това увеличава броя на жертвите, тъй като не дава възможност на лекарите да подберат ефективно лечение.
Американската компания „Юнион Карбайд“ (Union Carbide), отговорна за тази трагедия, през 1987 г. в рамките на извънсъдебно споразумение е изплатила на жертвите на аварията 470 млн. ам. дол. Компанията е придобита от „Дау Кемикъл“ – втората в света в сферата на химическата индустрия, през 2001 г.
На 7 юни 2010 г. индийски съд осъжда 7-те виновници за трагедията на 2 години затвор.